# هنری اول رودز
هنری اول رودز (انگلیسی: Henry I of Rodez; ۱ ژانویهٔ ۱۱۵۰ – ۱ ژانویهٔ ۱۲۲۲) تروبادور و کنت رودز و ویکنت کارلت از خاندان مییو از سال ۱۲۰۸ تا زمان مرگش بود. وی در جریان جنگ صلیبی پنجم و محاصره دمیاط شرکت جست.